# ماهر اسد
ماهر اسد (زادهٔ ۸ دسامبرِ ۱۹۶۷ در دمشق) برادر کوچکتر بشار اسد است که فرمانده گارد ریاست‌جمهوری و فرمانده لشکر چهارم زرهی سوریه بعثی بود.

## زندگی
او متولد ۱۹۶۷ و فارغ‌التحصیل دانشگاه دمشق است و پس از برادرش باسل، به ارتش پیوست. پس از مرگ باسل در سال ۱۹۹۴ برخی معتقد بودند که او به عنوان جانشین پدر معرفی خواهد شد اما به دلیل پایین بودن سنش، بشار اسد به عنوان رئیس‌جمهوری انتخاب شد.

## فعالیت‌های نظامی
مدت کوتاهی پس از انتخاب بشار به عنوان رئیس‌جمهوری در سال ۲۰۰۰، ماهر به عضویت دومین بخش قدرتمند حزب بعث، یعنی کمیته مرکزی حزب درآمد.
سه سال بعد، رسانه‌های اسرائیل گفتند ماهر به همراه اعضای وزارت خارجه اسرائیل و دو بازرگان اسرائیلی عرب تبار در یک سری جلسات غیررسمی به منظور از سرگیری مذاکرات صلح شرکت کرده‌است.
نام ماهر اسد و آصف شوکت در گزارش تحقیق اولیه سال ۲۰۰۵ سازمان ملل متحد به عنوان طراحان احتمالی قتل رفیق حریری، نخست وزیر پیشین لبنان ذکر شد.

## جنگ داخلی سوریه
در ماه مارس سال ۲۰۱۱ و پس از آغاز خیزش سوریه در شهر درعا در جنوب سوریه، لشکر چهارم زرهی به فرماندهی ماهر برای سرکوب معترضان اعزام شد.
به گفته فعالان حقوق بشر، از آن زمان هزاران نفر کشته شده‌اند.
در تظاهرات، یکی از شعارهای مخالفان این بود «ماهر ترسو، نیروهایت را برای آزادی بلندی‌های جولان بفرست.»
تانکهای لشکر چهارم در اواخر ماه آوریل ۲۰۱۱، مناطق مسکونی در سوریه را هدف قرار می‌دادند و نیروهای این لشکر به افرادی که مظنون به شرکت در تظاهرات بودند، حمله می‌کردند.
دولت آمریکا، ماهر اسد و لشکر چهارم را به علت «نقش اصلی در اقدامات دولت سوریه در درعا» مورد تحریم قرار داد و اتحادیه اروپا نیز او را به عنوان «فرمانده اصلی خشونت علیه تظاهر کنندگان» تحریم کرد.

## پس از سقوط بشار اسد
در ژانویه 2025 شایعاتی مبنی بر بازگشت ماهر اسد به سوریه منتشر شد. روزنامه رأی الیوم برای عبدالباری عطوان در گزارشی نوشت: «انتشار یک شایعه در سوریه باعث دستپاچگی و وحشت گروه های مسلح  حاکم بر این کشور شد. به تازگی شایعه شده بود که ماهر اسد، برادر بشار اسد به سوریه بازگشته و همزمان، هواپیماهای روسی بر فراز آسمان این کشور دیده شده‌اند. رژیم جولانی با شنیدن این شایعه و گسترش آن به شدت دچار دستپاچگی شد تا حدی که اخباری در خصوص عقب نشینی عناصر گروه های مسلح از لاذقیه منتشر شد.بعد از انتشار این شایعه، فعالان و کاربران فضای مجازی پرچم سرخ سوریه را جایگزین پرچم سبز منسوب به گروه های مسلح کردند.کمی بعد نیز نیروهای حامی نظام بشار اسد حملات را علیه مواضع وزارت کشور سوریه وابسته به رژیم جولانی انجام دادند. تمام این تحولات نشان می‌دهد که شرایط رسانه‌ای، سیاسی و نظامی سوریه تا چه حد شکننده است.»